# Elefante (groupe mexicain)
Pour les articles homonymes, voir Elefante.
Elefante est un groupe mexicain de rock, originaire de Mexico.

## Histoire
Appelé à l'origine Quinto Sol, et appelé Los Quintos par les gens, est un groupe de rock mexicain, originaire de Mexico en 1993. Au cours de leurs premières années, ils commencent à jouer dans de petits bars, jusqu'à ce qu'ils signent avec Sony Music en 2000. Après la sortie de leur premier album El que Busca Encuentra (2001), le groupe mexicain se fait connaître du public grâce à des singles tels que Así es la Vida, De la Noche a la Mañana, une chanson qui participe au concours international du festival de Viña del Mar cette année-là et La Que se Fue, Le travail de ces musiciens talentueux débouche ensuite sur un nouvel album intitulé Lo que Andábamos Buscando (2002), qui offre des chansons telles que Il Abandonao, La Condena et Sabor a Chocolate.
Après de nombreuses tournées sur le continent américain en première partie de Maná et de Shakira en Amérique du Sud, le chanteur Reyli Barba décide de tenter sa chance en tant qu'artiste solo et quitte le groupe en 2003. Bien que Reyli soit la chanteuse et l'un des principaux auteurs des paroles, le groupe se regroupe étonnamment et intègre un nouveau chanteur, Jorge Guevara (ex-vocaliste du groupe Caos) pour sortir l'album Elefante (2005). Cet album contient des singles tels que Mentirosa, Durmiendo con la Luna et Ángel.
En 2007, le groupe mexicain se dote d'un nouveau chanteur, Javier Ortega (Javi), et d'un nouveau label  (Universal), car Jorge, qui accompagnait le groupe depuis 2004, a également décidé de tenter sa chance en tant qu'artiste solo. Le 11 septembre 2007, l'album intitulé Resplandor sort avec le single Juego de Azar, dont sont également tirés les singles Volar sin alas et Y tú no estás. 
Le 8 mars 2012, un nouvel album d'Elefante sort sous leur propre label, Marila Récords, intitulé E:87600. Le premier single de cet album s'intitule Si te vas, et le deuxième single est le morceau Son del Corazón.
En 2020, ils sortent deux albums, l'un Sinfónico et l'autre En Vivo, sorti le 25 septembre 2020. Le 13 février 2021, ils donneront un concert intitulé Lado B, après avoir été absents de la scène pendant plusieurs années.

## Discographie

### Albums studio
- 2001 : El que busca encuentra
- 2002 : Lo que andábamos buscando
- 2005 : Elefante
- 2007 : Resplandor
- 2012 : E:87600

### Albums live
- 2020 : Sinfónico
- 2020 :  En vivo
- 2023 : Elefante: Live Session

### Compilations
- 2006 : Éxitos

### Inédits
- 2000 : Demos